# Orgyia leucostigma
Orgyia leucostigma és una espècie de lepidòpter ditrisi de la família dels erèbids (Erebidae), subfamília Lymantriinae.

## Distribució
L'eruga és molt comuna especialment a finals d'estiu a l'est de l'Amèrica del Nord, estenent-se cap a l'oest per Texas, Colorado i Alberta. També s'ha trobat al sud d'Anglaterra a Europa.

## Cicle de vida
Hi ha dues o més generacions per any a l'est d'Amèrica del Nord. Passen l'hivern en estat d'ou.

### Ous
Els ous són posats en una sola massa sobre el capoll de la femella; estan coberts d'una escuma. Posa fins a 300 ous a la vegada.

### Larves

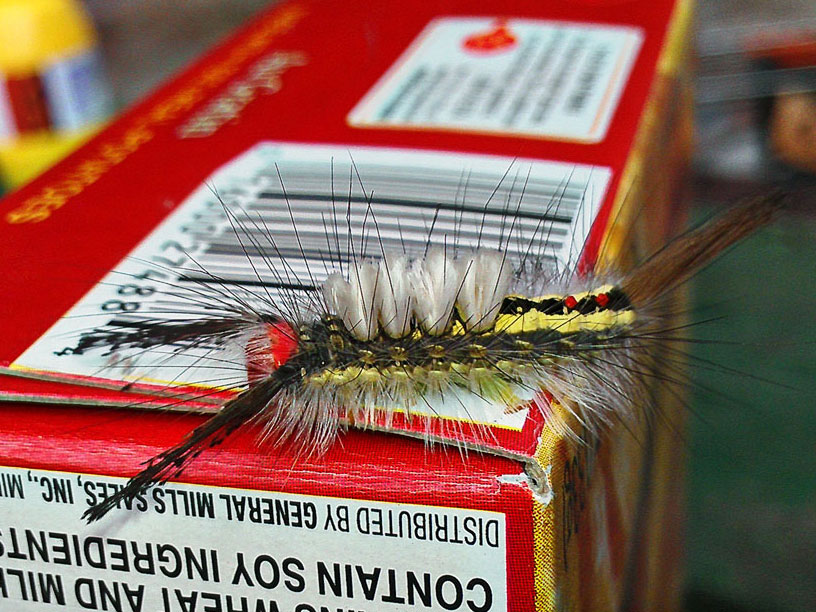
Larva a Michigan

Les larves són de colors brillants, amb flocs de pèls. El cap és de color vermell brillant, el cos té ratlles grogues o blanques, amb una ratlla negra dorsal. Tenen glàndules defensives brillants de color vermell a l'extrem posterior. Tenen quatre flocs de pèls blancs que semblen raspalls de dents i destaquen a la part posterior, i un floc de pèls gris al final. Els pèls provoquen reaccions al·lèrgiques en molts éssers humans. Les larves joves esqueletizen la superfície de les fulles, mentre que les larves de més edat s'ho mengen tot excepte els nervis més grans. Creixen aproximadament fins a arribar als 35 mm.

### Pupes
Les erugues filen un capoll de color grisenc que té pèls en esquerdes de l'escorça dels arbres. Els adults emergeixen després de 2 setmanes

### Adults
Les femelles tenen les ales reduïdes i no marxen dels voltants del capoll.
Els mascles són de color gris amb línies negres ondulades i una taca blanca a les ales anteriors (Orgyia antiqua és similar, però és d'un color oxidat.) Les antenes són molt plomoses. Els adults es troben de juny a octubre.

## Plantes nutrícies
Les erugues es poden alimentar en una molt àmplia varietat d'arbres, tant de fulla caduca com coníferes: pomera, bedoll, garrofer negre, cirerer, om, avet, lledoner, cicuta, noguera, làrix, roure, roser, castanyer i salze. A vegades també afecten els negundos i els oms de les zones urbanes.

## Ecologia
El fong Entomophaga maimaiga va ser introduït a Amèrica del Nord per controlar l'eruga peluda Lymantria dispar. El fong també infecta Orgyia leucostigma i, possiblement, podria tenir impacte en els anys que el fong és abundant. Les larves grans són atacades sobretot per les aus, i la majoria de les larves petites desapareixen durant la dispersió.

## Subespècies
- Orgyia leucostigma leucostigma (Carolina del Sud, de Georgia i Florida a Texas)
- Orgyia leucostigma intermedia Fitch, 1856 (de Maine i Ontario a Virgínia, Alberta i Kansas)
- Orgyia leucostigma plagiata (Walker, 1855) (Nova Escòcia, Nou Brunswick, Quebec)
- Orgyia leucostigma oslari Barnes, 1900 (Nou Mèxic, Colorado)
- Orgyia leucostigma sablensis Niel, 1979 (Sable Illa, Canadà)